# Mission kid
Mission kid (afk. MK) is binnen de protestantse wereld de aanduiding voor de kinderen van zendelingen. 
Deze kinderen hebben vaak specifieke problemen, zoals het land van hun ouders niet zien als hun moederland, waardoor er bij definitieve terugkeer problemen ontstaan om te integreren. Ook leiden veel van hen een roerig bestaan, doordat hun ouders relatief vaak verhuizen, en veel van hen uiteindelijk terugkeren naar het land van herkomst.
Wereldwijd zijn er netwerken van mission kids. In Nederland is op initiatief van de Evangelische Zendingsalliantie enkele jaren geleden MK-focus opgericht.

## Bekende mission kids
Hieronder volgt een lijst van bekende mission kids. Deze lijst is niet compleet. 
- Pearl Comfort Sydenstricker-Buck (1892-1973), een Amerikaanse schrijfster
- Eric Liddell (1902-1945), een Schots atleet en zendeling
- Paul Freed (1918-1996), een Amerikaanse predikant en zendeling
- Ruth Bell Graham  (1920-2007), een Amerikaans schrijfster en echtgenote van Billy Graham
- Kuno van Dijk (1924-2005), een Nederlandse hoogleraar psychiatrie
- Daniel Spoerri (1930), een Zwitsers kunstenaar, regisseur en beeldhouwer
- Lydia Zimmer (1969), Nederlandse musica
- Hanna Verboom (1983), een Nederlandse presentatrice en actrice